# Peter F. Hamilton

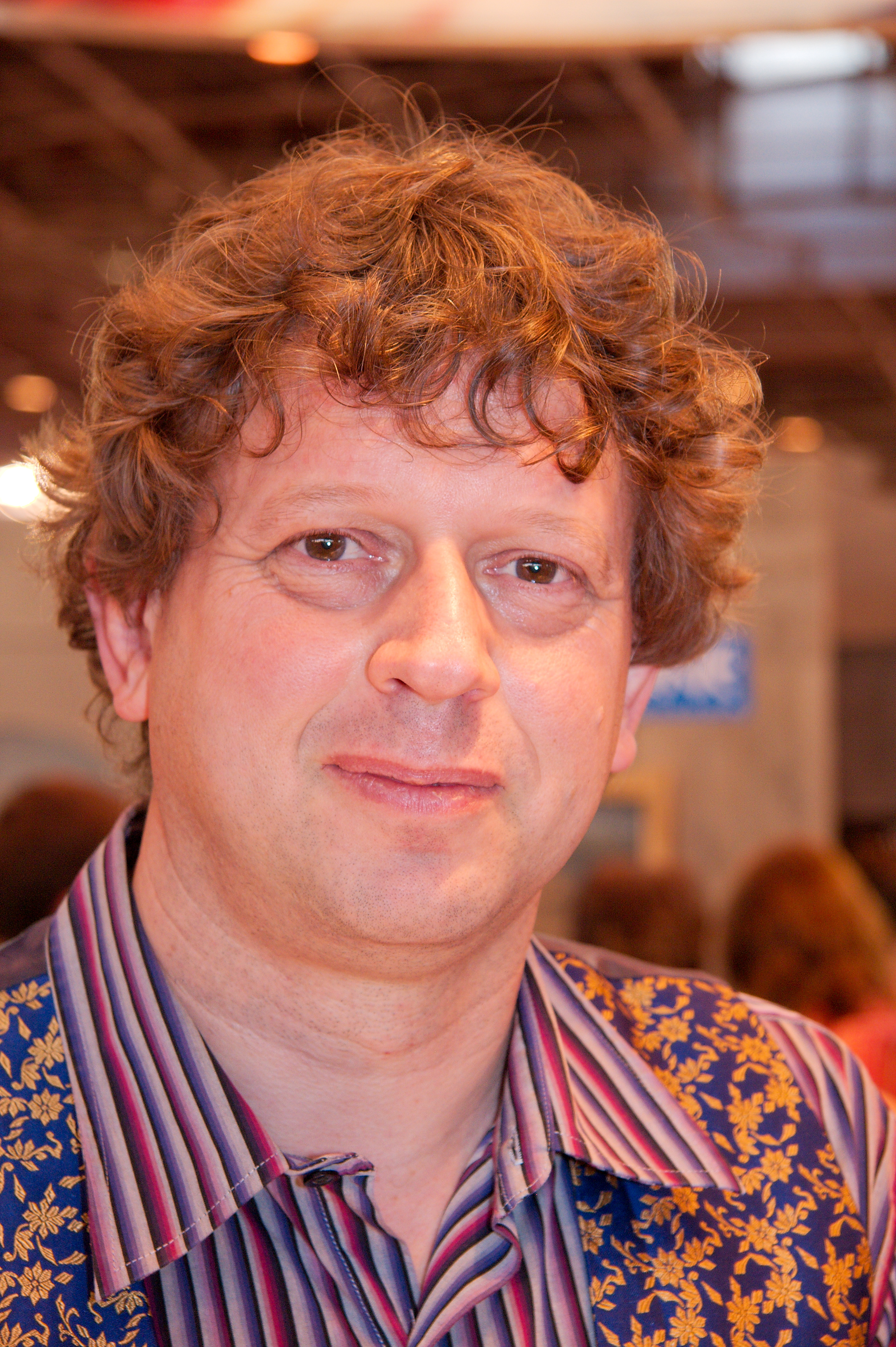
Peter F. Hamilton in 2009

Peter F. Hamilton (Rutland, 2 maart 1960) is een Brits sciencefictionschrijver. Hij is bekend van zijn cyberpunk- en space opera-boeken zoals de Greg Mandel, Night's Dawn, Commonwealth en Void-series. Tijdens de publicatie van zijn tiende roman in 2004 had hij twee miljoen boeken in de hele wereld verkocht.